# TACAM R-1
Il TACAM R-1 (abbreviazione di Tun Anticar pe Afet Mobil, "cannone anticarro su affusto mobile") era un cacciacarri romeno progettato durante la seconda guerra mondiale. Venne presentato il 22 novembre 1943 su richiesta del comando supremo romeno. Quattordici tankette AH-IV dovevano essere riarmate con cannoni anticarro sovietici di preda bellica 45 mm M1937 (53-K). Il mezzo era progettato per compiti di sicurezza e venne cancellato in quanto considerato uno spreco di preziose risorse economiche ed industriali.